# Bitwa pod Suchodołem
Bitwa pod Suchodołem – bitwa stoczona 25 maja 1243 pomiędzy rycerstwem małopolskim Bolesława Wstydliwego, wspartym posiłkami węgierskimi pod wodzą Klemensa z Ruszczy, a rycerstwem mazowieckim Konrada I, wspartego przez oddziały Mieszka II Otyłego i Przemysła I.
W wyniku doznanej klęski książę Konrad mazowiecki utracił ostatecznie Kraków, stolicę dzielnicy senioralnej, zajęty przez niego po śmierci Henryka II Pobożnego pod Legnicą. W bitwie tej poważne rany odniósł także zięć Konrada, książę opolsko-raciborski Mieszko II. Nie był to koniec walk o dzielnicę krakowską, Konrad dokonywał jeszcze dwukrotnie najazdów, w 1244 i w 1246.